# الحلالفة (الساحل أولاد أحريز)
الحلالفة هي إحدى مشيخات المملكة المغربية، تتبع جغرافيا لإقليم برشيد وإداريًا لالساحل أولاد أحريز. يقدر عدد سكانها بـ 5483 نسمة حسب الإحصاء الرسمي للسكان والسكنى لسنة 2004.